# 설천고등학교

설천고등학교(雪川高等學校)는 대한민국 전북특별자치도 무주군 설천면 소천리에 있는 공립 고등학교이다.

## 학교 연혁
- 1953년 6월 15일 : 중학교 6학급 인가 및 개교
- 1972년 5월 4일 : 설천종합고등학교 개교
- 1992년 7월 22일 : 본관 3층 증축 준공
- 1999년 9월 1일 : 중․고교 통합
- 2005년 12월 28일 : 청운관 준공
- 2008년 8월 25일 : 보통과 3학급 증설 인가
- 2024년 2월 8일 : 제50회 졸업 (졸업생 18명, 총 3,765명)
- 2024년 3월 1일 : 통합 제10대 최종철 교장 부임

## 참고 자료
- 설천고등학교 - 한국교육학술정보원 학교알리미